# ポケモン+ノブナガの野望
『ポケモン+ノブナガの野望』（ポケモンプラスノブナガのやぼう）は、2012年3月17日発売のニンテンドーDS用シミュレーションゲーム。株式会社ポケモンとコーエーテクモゲームスによって共同制作された。

## 概要
『ポケットモンスター』と『信長の野望シリーズ』とのコラボレーション作品。主人公はブショーとなり、ランセ地方を舞台に17の城を手中にいれ、伝説を蘇らせることが目的である。
販売元が任天堂以外となったポケモンのゲームソフトとしては2作目であり、1作目の『ポケモンカードGB2 GR団参上!』からは約11年振りのソフトとなった。
また、本作は当初はニンテンドー3DSが発売していたため3DS専用ソフトで発売予定だったが、DSシリーズのゲームで発売した。
本作の制作発表は2011年12月17日、12月18日に幕張メッセ 国際展示場1〜8ホールで開催された『ジャンプフェスタ2012』で発表された。
本作はコーエーテクモゲームスが製作に関与した最後のDS用ソフトである。

## 用語
ランセ地方
本作の中心舞台。戦国時代風の風景だが、近未来的な施設や外来語も含まれており、過去なのか本編シリーズの同年を舞台にしているのかは定かではない。17の国が存在し、それぞれは17種類の属性に定められ、それぞれを担当しているブショーが治めている。全ての城を手にすれば、幻のポケモンと出会えるという伝説があり、ブショー達はそれを求めるためにイクサを起こしていると言う。国ごとにはブショーと戦うイクサ場もあれば、中でも野生のポケモンをリンクで捕獲する事が出来る訓練場、更にはアイテムを買い取れるショップ、テンションを高めるぽにぎり屋、お金を貯められる採掘所などがあるが、国によってそこにしかない施設も存在する。地方の地図は、アルセウスの形をしている。
ブショー
本編シリーズで言うポケモントレーナーに相当するが、先天的な才能が必須、連れていけるポケモンの数に個人差があるなどの違いがある。イクサ場ではポケモン6匹+ブショー6人までしか参戦出来ないと言うルールになっている。様々なブショーが存在するが、中でも国を治める者が「ブショーリーダー」である。稀ではあるが、ベストなポケモンとのリンクによってブショー進化を遂げる者も存在する。
ポケモン
この世界に存在する生き物達。本編シリーズとは違ってレベルが存在しないため、定められた能力値によって進化できるようになっている。更に、厳選された技一つしか使用出来ない上、距離範囲も定められている。様々なポケモンが存在するが、最低一人は相性の良いブショーが存在する。今作にはモンスターボールが存在しないため、リンクでポケモンを捕獲する事になっている。
イクサ
本編シリーズで言うポケモンバトルだが、ブショーが使用するポケモンは一匹のみで、最大6匹と6人まで戦えるようになっている。ただし、「敵を全滅させる」や「旗を全て獲得する」などの条件があり、それらを遂行すると勝利となっている。どの条件でも制限時間があり、それを過ぎた場合は防衛側の勝利扱いとなる。
ブショー進化
ポケモンだけでなく、ブショーも進化可能である。相性の良いポケモンと一緒にリンク率を一定以上にすると、ブショーが姿を変えて進化する事が出来る。ただし、進化できるブショーは、メニューに表示されているブショーアイコンが金色であるブショーのみとされている。ちなみに主人公の場合は、ストーリーを進める事で自動的、または強制的に進化するようになっている。
ぽにぎり
ポケモンのテンションをあげるための食べ物。通常アイテムとして戦闘中に使用するものもあるが、専用の店で即座に食べることで複数人に効果を与えることもできる。

## 登場人物
本作に登場する戦国武将の名前は、すべてカタカナで表記されている。ブショーのデザインは『戦国無双3』のものを元に、ポケモンの作風にあわせて若干アレンジされている。なお、公式で元となった武将の名前と今作のブショーが同一人物であるという発言はされていないが、以下では『戦国無双3』をベースにそれぞれ武将にリンクを貼っている。そのため、『戦国無双3』にはいない武将のグラフィックが被る事がある。
主人公（男・女）
本作の主人公。ハジメの国のブショーリーダー。性別を問わず、ストーリー上では無口だが、特定の施設や状況によって喋る事がある。パートナーポケモンはイーブイ系・アルセウス。
オイチ
ある日、突然主人公の元を訪ねてきて、行動を共にすることになる。実はノブナガの妹であり、ランセを滅ぼそうとするノブナガを止めるために、主人公に助けを求めていた。パートナーポケモンはプリン系。

### ブショーリーダー
各地の城を治めているブショー。倒せばフィールド上でフリーのブショーとして登場するが、ある条件を満たせば仲間になれる。ただし、ノブナガ軍の場合はクリア後でないと仲間になれない。また、条件によってブショー進化する事も出来る。
ノブナガ（モデル：織田信長）
リュウの国のブショーリーダーで、今作の黒幕。エキスパートタイプはドラゴン。魔王と呼ばれる男で、ランセを滅ぼすために幻のポケモンを追っている。パートナーポケモンはサザンドラ・ゼクロム・黒いレックウザ。この黒いレックウザは、本作の発売開始同時にポケットモンスターブラック・ホワイトにWi-Fi配信で入手することが出来た。
ヒデヨシ（モデル：豊臣秀吉）
カエンの国のブショーリーダー。エキスパートタイプはほのお。幻のポケモン探しに情熱を燃やしている。コロクとナガヤスと供にイクサを仕掛けるが、敗北後にカエンの城を主人公に渡し、どこかへ去るが、物語中にブショー進化を遂げ、ノブナガの配下として行動するようになる。パートナーポケモンはヒコザル系統のモウカザル・ゴウカザル・レシラム。
モトナリ（モデル：毛利元就）
アオバの国のブショーリーダー。エキスパートタイプはくさ。笑顔を絶やさない穏やかなブショーで、争いを好まないタイプ。Wi-Fi通信で配信されているエピソードをダウンロードすると、モトチカと共に主人公の仲間になれる。パートナーポケモンはツタージャ系統のジャノビー・ジャローダ｡
モトチカ（モデル：長宗我部元親）
イズミの国のブショーリーダー。エキスパートタイプはみず。とてもクールな性格で、状況の流れを読み取れるタイプ。Wi-Fi通信で配信されているエピソードをダウンロードすると、モトナリと共に主人公の仲間になれる。パートナーポケモンはミジュマル系統のフタチマル・ダイケンキ。
ギンチヨ（モデル：立花誾千代）
シデンの国のブショーリーダー。エキスパートタイプはでんき。勇敢かつ男勝りな性格を持った女性ブショー。パートナーポケモンはコリンク系統のルクシオ・レントラー。
ヨシモト（モデル：今川義元）
サナギの国のブショーリーダー。エキスパートタイプはむし。非常に暢気な性格の持ち主で、ポケマリを遊ぶのが好き。「～の」が口癖。パートナーポケモンはクヌギダマ・フォレトス。
ヨシヒロ（モデル：島津義弘）
コブシの国のブショーリーダー。エキスパートタイプはかくとう。イクサを博打のような物としていて、勝負の結末を常に賭けている。パートナーポケモンはドテッコツ・ローブシン。
ケンシン（モデル：上杉謙信）
ゲンムの国のブショーリーダー。エキスパートタイプはエスパー。厳しい顔立ちで難しい言葉を使う。倒せば強制的に仲間になれるが、逆にシンゲンを先に倒せば彼も強制的に仲間になれる。パートナーポケモンはエルレイド・ミュウツー。
シンゲン（モデル：武田信玄）
ダイチの国のブショーリーダー。エキスパートタイプはじめん。イクサ好きだが、何よりも楽しい事を好む、愉快な性格の持ち主。倒せば強制的に仲間になれるが、逆にケンシンを先に倒せば彼も強制的に仲間になれる。パートナーポケモンはドサイドン・グラードン。
ウジヤス（モデル：北条氏康）
キガンの国のブショーリーダーで、ノブナガ軍の一人。エキスパートタイプはいわ。渋い性格の持ち主。パートナーポケモンはガントル・ギガイアス。
ネネ（モデル：高台院）
ドクガの国のブショーリーダーで、ノブナガ軍の一人。エキスパートタイプはどく。ノブナガに忠誠を誓っており、ヒデヨシと共にイクサを挑んでくる。だが喧嘩を好まない明るい性格で、主人公の事を悪い存在だと思っていない様子。パートナーポケモンはゴルバット系。
コタロウ（モデル：風魔小太郎）
ヤシャの国のブショーリーダーで、ノブナガ軍の一人。エキスパートタイプはあく。非常に禍々しい性格を持っており、破壊を好むタイプ。パートナーポケモンはゾロア系。
マサムネ（モデル：伊達政宗）
ツバサの国のブショーリーダーで、ノブナガ軍の一人。エキスパートタイプはひこう。とても短気であり、自らの意思を常に貫き通している。パートナーポケモンはウォーグル。
イエヤス（モデル：徳川家康）
フクツの国のブショーリーダーで、ノブナガ軍の一人。エキスパートタイプははがね。武士としての誇りは強いが、仲間を失う悲しみを感じるほど慈悲強い。パートナーポケモンはボスゴドラ・レジスチル。
ノウヒメ（モデル：濃姫）
ミタマの国のブショーリーダーで、ノブナガ軍の一人。エキスパートタイプはゴースト。非常に魅力的であり、ノブナガに対する思いを持っている。パートナーポケモンはムウマ・ムウマージ。
ミツヒデ（モデル：明智光秀）
フブキの国のブショーリーダーで、ノブナガ軍の一人。エキスパートタイプはこおり。ノブナガの側近として、彼への忠誠を強く慕っている。常に敬語で話している。パートナーポケモンはラプラス・フリーザー。

### その他のブショー
ブショーリーダーではないが、作中での重要人物として登場している。それぞれはブショーリーダーの配下として活躍しているが、その大半主人公をサポートしているフリーなブショーもいる。仲間やブショー進化の条件は上記と同じ。
ミツナリ（モデル：石田三成）
キヨマサとマサノリと供に行動していて、主人公のサポーターとして活躍している。無表情であり、尖がった言葉を使うほど無愛想だが、何よりも主人公の事を気遣っている様子。パートナーポケモンはハッサム（初期）・コマタナ系（ベストリンク）。
キヨマサ（モデル：加藤清正）
ミツナリとマサノリと供に行動していて、主人公のサポーターとして活躍している。クールな性格で、様々な助言を主人公に与えている。パートナーポケモンはヨーギラス（初期）・オノンド系（ベストリンク）。
マサノリ（モデル：福島正則）
ミツナリとキヨマサと供に行動していて、主人公のサポーターとして活躍している。口の悪い不良タイプで、細かいことに直ぐキレてしまうタイプ。パートナーポケモンはスコルピ（初期）・ワルビル系（ベストリンク）。
ケイジ（モデル：前田慶次）
ランセ地方中を旅している旅歌舞伎。主人公の前に現れては、サポートしてくれる。Wi-Fi通信でダウンロードすれば、クリア後の世界で仲間になれる。パートナーポケモンはサイドン（初期）・トリデプス・テラキオン（ベストリンク）。
ムネシゲ（モデル：立花宗茂）
シデンの国のブショーで、ギンチヨの夫。パートナーポケモンはムックルで、後にムクバード・ムクホークに進化し、ベストリンクになる。
ユキムラ（モデル：真田幸村）
ダイチの国のブショーで、シンゲン軍の一人。シンゲンの配下であり、ブショーの生き様を極めている。先にシンゲンにイクサを申し込むと、主人公の実力を試すために勝負を申し込む。パートナーポケモンはポカブ（初期）・リザード系（ベストリンク）。
クノイチ
ダイチの国のブショーで、シンゲン軍の一人。お転婆でマイペースな性格。パートナーポケモンはズルッグ（初期）・ニューラ系（ベストリンク）。
カネツグ（モデル：直江兼続）
ゲンムの国のブショーで、ケンシン軍の一人。ケンシンの配下であり、義と愛を極めている。先にケンシンにイクサを申し込むと、主人公の実力を試すために勝負を申し込む。パートナーポケモンはキルリア（初期）・ユンゲラー系（ベストリンク）。
アヤゴゼン（モデル：仙桃院）
ゲンムの国のブショーで、ケンシンの姉。主人公の力量を量るために彼（彼女）の前に現れる。パートナーポケモンはクマシュン（初期）・ユキワラシ・ユキメノコ（ベストリンク）。
カイヒメ（モデル：甲斐姫）
キガンの国のブショーで、ウジヤスの配下の一人。活気かつワイルドな性格の持ち主。パートナーはバオップ（初期）・ダルマッカ系（ベストリンク）。
ハンゾウ（モデル：服部半蔵）
ドクガの国のブショーであり、ネネの配下の一人。パートナーはミカルゲ（初期）・ゴースト系（ベストリンク）。
マゴイチ（モデル：雑賀孫市）
ツバサの国のブショーであり、マサムネの配下の一人。パートナーポケモンはマスキッパ（初期）・ジュカイン系（ベストリンク）。
ハンベエ（モデル：竹中半兵衛）
ヒデヨシの配下の一人。クリア後の世界に登場する。見た目は眠そうにしている少年だが天才的なイクサの才を持つ。パートナーポケモンはピチュー系統のピカチュウ・ライチュウ。
カンベエ（モデル：黒田官兵衛)
ヒデヨシの配下の一人。クリア後の世界に登場する。パートナーポケモンはヨマワル（初期）・ランプラー系（ベストリンク）。
タダカツ（モデル：本多忠勝）
フクツの国のブショーであり、イエヤスの配下の一人。イエヤスへの忠誠は強い。パートナーポケモンはハガネール（初期）・メタグロス・ディアルガ（ベストリンク）。
イナヒメ（モデル：稲姫）
フクツの国のブショーであり、イエヤスの配下の一人。タダカツの娘であり、同じくイエヤスへの忠誠も強い。パートナーポケモンはヌオー（初期）・ポッタイシ系（ベストリンク）。
ガラシャ（モデル：細川ガラシャ）
フブキの国のブショーであり、ミツヒデの娘。非常に子供っぽい性格で、一人称は「わらわ」で、「～なのじゃ」が口癖。パートナーポケモンはムシャーナ（初期）・ゴチミル系（ベストリンク）。
オクニ（モデル：出雲阿国）
ミタマの国のブショーであり、ノウヒメの配下の一人だったが、クリア後の世界でノウヒメがリーダーを辞した後、新リーダーに就任する。乙女心の持ち主で、恋愛を求めている様子。パートナーポケモンはフシデ系（初期）・メラルバ系（ベストリンク）。
ランマル（モデル：森蘭丸）
リュウの国のブショーであり、ノブナガ軍の一人。ノブナガの側近かつ配下。パートナーポケモンはハクリュー（初期）・リオル系（ベストリンク）。

## 漫画
ニコニコ静画にて『ポケモン+ノブナガの野望～ランセ彩絵巻～』が2012年3月6日より更新。2012年12月31日に配信終了。作者は七積ろんち。全6話の短編で構成されている。オールカラー漫画。